# فارس بن عبد الرحمن
فارس بن عبد الرحمن لاعب كرة قدم جزائري ويلعب حاليا لنادي إتحاد بلعباس. كمدافع، من مواليد 11-08-1987 جزائري الأصل والجنسية.

## روابط خارجية
- فارس بن عبد الرحمن على موقع قاعدة بيانات كرة القدم.إي يو (الإنجليزية)
- فارس بن عبد الرحمن على موقع Soccerway.com (الإنجليزية)